# یواف‌سی ۳۱۴
یواف‌سی ۳۱۴: ولکانوفسکی vs. لوپز (انگلیسی: UFC 314: Volkanovski vs. Lopes) یک رویداد هنرهای رزمی ترکیبی بود که توسط یواف‌سی در تاریخ ۱۲ آوریل ۲۰۲۵ در امریکن ایرلاینز آرینا میامی واقع در ایالات متحده آمریکا برگزار شد.

## زمینه
این رویداد چهارمین حضور این تیم در میامی و اولین حضور آنها از زمان یواف‌سی ۲۹۹ در مارس ۲۰۲۴ بود.
یک مبارزه قهرمانی پروزن یواف‌سی برای کسب عنوان قهرمانی بین قهرمان سابق الکساندر ولکانوفسکی و دیگو لوپز عنوان اصلی این رویداد بود. قهرمان فعلی، ایلیا توپوریا برای صعود به رده سبک‌وزن، از عنوان قهرمانی خود صرف نظر کرد.
مایکل چندلر، قهرمان سابق سه دوره مسابقات سبک‌وزن جهان در بلاتور (همچنین رقیب سابق قهرمانی سبک وزن)، و پدی پیمبلت در یک رویداد مشترک پنج راندی سبک‌وزن به مصاف هم رفتند.
شایعه شده بود که قرار است در این رویداد، یک مسابقه قهرمانی مگس‌وزن بین قهرمان فعلی الکساندر پانتوجا، و مدعی عنوان قهرمانی سابق، کای کارا-فرانس برگزار شود، اما این اتفاق هرگز رخ نداد.
قرار بود در این رویداد، یک مسابقه بین گیلبرت برنز رقیب سابق قهرمانی دسته متوسط و مایکل مورالس برگزار شود. با این حال به دلایل نامعلومی، این مسابقه به یواف‌سی ۳۱۵ منتقل شد.
پاتریسیو فریره قهرمان سابق سه دوره مسابقات پروزن بلاتور (همچنین قهرمان سابق سبک وزن بلاتور)، اولین مبارزه تبلیغاتی خود را در یک مسابقه پروزن در مقابل یائیر رودریگز ، قهرمان موقت سابق پروزن انجام داد.
قرار بود یک مسابقه خروس‌وزن زنان بین نورا کورنول و هیلی کوان در یواف‌سی ۳۱۵ برگزار شود. با این حال، این مسابقه به دلایل نامعلومی به این رویداد منتقل شد. در وزن‌کشی، کورنول ۱۳۷.۵ پوند (تقریبا ۶۳ کیلوگرم) وزن داشت، یک و نیم پوند بیشتر از حد مجاز مبارزه بدون عنوان قهرمانی خروس‌وزن، مسابقه در وزن مساوی برگزار شد و او ۲۰ درصد از کیف پولش جریمه شد که به کوان رسید.
همچنین قرار بود یک مسابقه بین جف نیل و کارلوس پراتس در رده سبک‌وزن برای این رویداد برگزار شود. با این حال، نیل به دلیل مصدومیت از مبارزه انصراف داد و مسابقه متعاقباً لغو شد.
یک مسابقه پروزن نیز قرار بود بین روبرتو رومرو و آلبرتو مونتس در این رویداد برگزار شود. با این حال، مونتس به دلایل نامعلومی از مبارزه کناره‌گیری کرد و رومرو دو هفته بعد به UFC in ESPN: Machado Garry vs. Prates منتقل شد.
در طول پخش این رویداد، آماندا نونز، قهرمان سابق دو دوره مسابقات خروس‌وزن زنان و یک دوره مسابقات پروزن زنان، در طول جشن‌های هفته بین‌المللی مبارزه در لاس وگاس در ماه ژوئن، به عنوان عضو جدید تالار مشاهیر UFC معرفی شد.

## جوایز ویژه
مبارزان زیر ۵۰ هزار دلار پاداش دریافت کردند:
- مبارزه شب: الکساندر ولکانوفسکی و دیگو لوپز
- اجرای شب: پدی پیمبلت و جین سیلوا[۱۸]